# Martin Peterka
Martin Peterka, né le 12 janvier 1995, à Pardubice, en République tchèque, est un joueur tchèque de basket-ball. Il évolue au poste d'ailier fort. 

## Carrière
En janvier 2023, Peterka rejoint la SIG Strasbourg, club français de première division, jusqu'à la fin de la saison.

## Palmarès
- Champion de République tchèque 2016, 2017
- Coupe de République tchèque 2017
- Finaliste du championnat d'Europe -16 ans 2011